# ليفي ولز
ليفي ولز (بالإنجليزية: Levi Wells)‏ هو سياسي أمريكي، ولد في 1734، وتوفي في 1803. انتخب عضو مجلس نواب كونيتيكت.